# Picoa juniperi
Picoa juniperi är en svampart som beskrevs av Vittad. 1831. Picoa juniperi ingår i släktet Picoa, ordningen skålsvampar, klassen Pezizomycetes, divisionen sporsäcksvampar och riket svampar.   Inga underarter finns listade i Catalogue of Life.